# Simplicia inarcualis
Simplicia inarcualis är en fjärilsart som beskrevs av Achille Guenée 1854. Simplicia inarcualis ingår i släktet Simplicia och familjen nattflyn. Inga underarter finns listade i Catalogue of Life.